# Angelo Peña
Louis Angelo Peña Puentes (Mérida, 25 dicembre 1989) è un calciatore venezuelano, centrocampista dell'Est. Mérida.

## Carriera

### Club
Durante la sua carriera ha giocato con vari club, tra cui anche lo Sporting Braga.

### Nazionale
Conta varie presenze con la nazionale venezuelana.

## Palmarès

### Competizioni nazionali
- Copa Venezuela: 1

Mineros: 2017
- Campionato venezuelano: 1

Deportivo La Guaira: 2020